# Petrus Bonus
Petrus Bonus, auch Lombardus, Ferrarius, Efferarius  und Petrus Ferrarensis (Petrus von Ferrara), latinisiert aus Pietro Bono (da Ferrara), war ein italienischer Alchemist, der in der ersten Hälfte des 14. Jahrhunderts in Norditalien und im heutigen Kroatien wirkte.
Er war möglicherweise ein Arzt aus Ferrara, der auch in Philosophie und Alchemie bewandert war. Seine Lebenszeit ist nicht klar definierbar. Laut Giammaria Mazzuchelli hat er 1494 noch gelebt, doch wird er heute in die erste Hälfte des 14. Jahrhunderts eingeordnet. Nach den Angaben in der Druckausgabe seines Schlüsselwerkes Pretiosa margarita von 1602 ist das Buch in Pola 1330 bis 1339 geschrieben. Vorher war er 1323 Stadtarzt in Trogir.
Er verteidigte die Alchemie gegen zeitgenössische Angriffe, hielt Schwefel und Quecksilber für die Grundbestandteile von Metallen (wobei der Schwefel die Unvollkommenheit bewirkt und nur im Gold fehlt) und sah die Aufgabe der Alchemie darin, unedle („kranke“) in edle Metalle zu verwandeln. Er bezieht sich auf griechische und arabische, keine lateinischen Autoren. Darunter Pseudo-Geber, Rhazes, Aristoteles, Platon, Pseudo-Avicenna, Morienus, Hermes Trismegistos und das Turba Philosophorum. Seine Schrift gibt Hinweise auf die Anfang des 14. Jahrhunderts aktuelle alchemistische Literatur. Die Alchemie wird über die anderen Wissenschaften in die Nähe der Theologie gerückt, da sie nur mit der Gabe Gottes gelinge. Er verbindet die Lehre vom Stein der Weisen mit der christlichen Trinität und dem Mysterium der unbefleckten Empfängnis Mariä. Seine Schriften sind mehr philosophisch-theologischer Natur als praktisch orientiert.

## Schriften
- Pretiosa margarita novella de thesauro ac pretiosissimo philosophorum lapide.
  - Gedruckt 1546 (Venedig, Herausgeber Janus Lacinius (Giovanni Lacini) aus Kalabrien, gekürzt und mit Kommentar), Nürnberg 1554, Basel 1572 (ungekürzt, Herausgeber Michael Toxites, Introductio in divinam chemiae artem innegra), und Montbeliard (Montisbeligardi) 1602 als Introductio in divinam chemiae artem, auch in Theatrum Chemicum
  - In der Erstausgabe 1546 waren auch zusätzlich abgedruckt:  Epistola Boni Ferrariensis; Collectanea Lacinii ex Arnaldo de Villa Noua quae practicae compositionem lapidis philosophorum; Epistola sive Epitome Raymundi Lulli;  Collectanea Lacinii sive breuia excerpta ex libro luminis luminum Rhasis; Collectanea Lacinii ex Alberto Magno atque diuo Thoma alijsq; Quaestio Curiosa de Natura Solis et Lunae ex Michaele Scoto.
  - deutsche Ausgabe: Pretiosa Margarita – oder neu-erfundene köstliche Perle, von dem unvergleichlichen Schatz und höchst köstlichen Stein der Weisen. Braun, Leipzig 1714 (Herausgeber W. G. Stollen)
  - Eine gekürzte englische Übersetzung erschien 1894 in London (The New Pearl of Great Price, A treatise concerning the treasure and most precious Stone of the Philosopher, Herausgeber Arthur Edward Waite), basierend auf der Erstausgabe. Eine italienische Übersetzung mit Kommentar von Chiara Chrisciani erschien in Florenz 1976
  - auch in Theatrum Chemicum und Bibliotheca Chemica Curiosa
- De secretio omnium secretorum Dei dono. gedruckt 1572 in Basel